# Кирилл (Орлов)
Епи́скоп Кири́лл (в миру Алекса́ндр Алекса́ндрович Орло́в; 5 июня 1837 — 26 декабря 1890) — епископ Русской православной церкви, епископ Ковенский, викарий Литовской епархии.

## Биография
Родился 5 июня 1837 года в селе Каринском Звенигородского уезда Московской губернии в семье диакона.
Обучался сначала в Звенигородском духовном училище, затем в Вифанской духовной семинарии (1858), откуда поступил в Московскую духовную академию.
В 1862 году по окончании курса духовной академии назначен смотрителем Звенигородского духовного училища; 8 июня того же года пострижен в монашество; 17 июня рукоположён во иеродиакона, а 1 июля — во иеромонаха.
14 ноября 1863 года назначен на должность инспектора Вифанской духовной семинарии.
23 апреля 1872 года возведён в сан архимандрита и назначен настоятелем Московского Знаменского монастыря.
14 декабря 1880 года хиротонисан во епископа Острогожского, викария Воронежской епархии.
24 апреля 1882 года определён епископом Чебоксарским, викарием Казанской епархии.
В Казани преосвященный Кирилл часто посещал противораскольнические школы и не раз вёл собеседования в «главных центрах раскола».
27 июля 1887 года епископ Кирилл назначен временно управляющим Пермской епархией, но из-за слабости зрения вскоре вернулся из Перми в Казань.
13 февраля 1888 года назначен епископом Екатеринбургским и Ирбитским, но по болезни не решился занять столь ответственный пост и подал прошение об увольнении на покой.
2 апреля 1888 года уволен на покой в Раифскую пустынь Казанской епархии.
13 мая 1889 года назначен епископом Ковенским, викарием Литовской епархии. Был председателем Виленского Свято-Духовского братства и епархиального училищного совета.
Сразу же он был избран председателем Виленского Святодуховского братства и епархиального училищного совета.
С 10 ноября 1890 года, после смерти архиепископа Алексия (Лаврова), управлял епархией.
Скоропостижно скончался 26 декабря 1890 года. Погребён в храме Свято-Духова монастыря в Вильнюсе.